# Szentivánzelina
Szentivánzelina (horvátul Sveti Ivan Zelina, korábban Zelina) város Horvátországban Zágráb megyében.

## Fekvése
Zágrábtól 37 km-re északkeletre a Lónya folyó völgyében és a Medvednica-hegység keleti lejtőin, a megye északkeleti részén fekszik. Közigazgatásilag 62 település tartozik hozzá: Banje Selo, Berislavec, Biškupec Zelinski, Blaškovec, Blaževdol, Breg Mokrički, Brezovec Zelinski, Bukevje, Bukovec Zelinski, Bunjak, Curkovec, Črečan, Donja Drenova, Donja Topličica, Donja Zelina, Donje Orešje, Donje Psarjevo, Dubovec Bisaški, Filipovići, Goričanec, Goričica, Gornja Drenova, Gornja Topličica, Gornje Orešje, Gornje Psarjevo, Gornji Vinkovec, Hrastje, Hrnjanec, Kalinje, Keleminovec, Kladešćica, Komin, Krečaves, Križevčec, Laktec, Majkovec, Marinovec Zelinski, Mokrica Tomaševečka, Nespeš, Novakovec Bisaški, Novo Mjesto, Obrež Zelinski, Paukovec, Polonje, Polonje Tomaševečko, Prepolno, Pretoki, Radoišće, Salnik, Selnica Psarjevačka, Suhodol Zelinski, Sveta Helena, Sveti Ivan Zelina, Šalovec, Šulinec,Šurdovec, Tomaševec, Velika Gora, Vukovje Zelinsko, Zadrkovec, Zrinšćina és Žitomir.

## Története
A régészeti leletek tanúsága szerint a város környéke már a bronzkorban lakott volt. Donje Orešje felett az i. e. 9-10. századból származó település maradványok kerültek elő. A római korban itt vezetett át a Poetovióból (Ptuj) Sisciába (Sziszek) vezető kereskedelmi út. Komin falu felett pedig gazdag leleteket, pénzérméket, ékszereket, sírmellékleteket találtak, melyek a feltételezések szerint a római kori Pyrra településhez tartoztak.
Határában a Medvednica-hegység keleti lejtőjén állnak Zelina (Zelingrad) várának romjai. A várat 1284 előtt a Péc nembeli Dénes nádor építtette. 1297-től említik, amikor fiáé Jánosé.
1357-ben a koronára szállt, majd 1395-ben Zsigmond lovagjainak Bicskele Fábiánnak és Imrének adta. 1416-ban leégett, de a 15. század végére ismét állt. 1490-ben egy éjszaka Miksa császár katonái meglepetésszerűen megrohamozták és elfoglalták, birtokosát Bicskele Lászlót megölték. Bicskele halála után II. Ulászló király a Szapolyaiaknak adta, 1499-ben birtokosa Szapolyai János lett. 1531-ben Szapolyai János király Pállfy Péternek adományozta, aki 1535-ben Kerecsényi Pálnak és fiainak adta el. 1635-ben már romként említik. 1640-ben a romos várat a Mikulić, a Crnković és a Fodrócy családok kapták meg, ma csak tekintélyes romjai láthatók a várostól északra.
A települést III. Béla király uralkodása alatt 1185ben említik először. 1200-ban már állt Keresztelő Szent János tiszteletére szentelt temploma. Fejlődése a 14. században kezdődött, amikor 1328-ban Mikcs bántól kiváltságokat, köztük vásártartási jogot kapott. Ebben az időben Zelina központja volt az ősi Marócsa vármegyének, mely egyike volt az akkori Szlavónia kisebb megyéinek és később Zágráb vármegye területébe olvadt.
Szentivánzelina gazdag kulturális hagyományokkal is rendelkezik. Már a 17. században működött iskolája, melynek diákjai később Bécsben, Grácban tanultak tovább. Itt élt és alkotott Tituš Brezovački író. Az illír megújhodási mozgalom idején számos neves illírista lakott itt, így Stanko Vraz, Ivan Švear és Mlinarić a romantikus író, Zelina és környékének első leírója.
1870-ben Dragutin Stražimir alsózelinai plébános kiadta "Vinogradar" című munkáját, a szőlőművelés munkáival foglalkozó művét. 1887-ben megnyílt a városi olvasókör, majd nemsokára a könyvtár is. Több egyesület is alakult, melyek a város társasági és kulturális életét gazdagították.
A településnek 1759-ben 39 háza volt 212 lakossal. 1910-ben 1627 lakosából 1574 horvát volt.
A trianoni békeszerződésig Zágráb vármegye Szentivánzelinai járásának székhelye volt. 2001-ben a hozzá tartozó településekkel együtt 16 268, magának a városnak mintegy 2700 lakosa volt.
Szentivánzelina ma híres bortermő vidék központja, különösen ismert szőlőhegyeiről és minőségi borairól. Minden évben megrendezik Északnyugat-Horvátország borfesztiválját, melyen a zelinai borvidék bortermelésének legjavát vonultatják fel. A turisták körében különösen népszerű a környék falvain átvezető zelinai borút, mely lehetőséget nyújt arra, hogy a látogató szórakozva ismertje meg a legjobb borászok pincéit, borait és a helyi konyha remekeit. A település fejlett kerámia és textiliparral is rendelkezik.

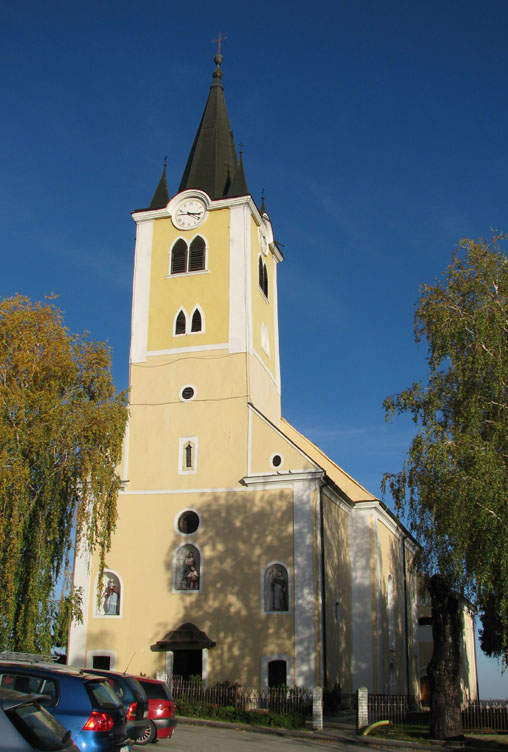
A Keresztelő Szent János plébániatemplom

## Nevezetességei
- Keresztelő Szent János tiszteletére szentelt plébániatemploma[2] a város központjában áll. Zömök harangtornya ma is uralja a városképet. A templom 12. századi eredetű, első említése 1200-ban történik amikor Zelina a zágrábi püspökség birtoka volt. 1334-ben szerepel a zágrábi káptalan Ivan főesperes által írt statútumában is, középkori elemei azonban az évszázadok során végzett többszöri átépítés során elvesztek. A templom belseje ma barokk stílusú, különösen értékes az 1726-ban Kautz zágrábi szobrászművész által készített szószék és az 1770-ből származó keresztelő medence. A plébánia könyvtárában több értékes, a 16. és a 19. század között nyomtatott könyv található, melyek közül kiemelkedik egy 1486-ban készült ősnyomtatvány.
- Zelina várának romjai[3] a várostól 5 km-re északra a Medvednica-hegység keleti lejtőjén 326 m magas erdős dombtetőn állnak.
- A település északi részén, a Nazorova, a Sajmišna és a Toplička utcák kereszteződésében található a Páduai Szent Antalt ábrázoló kőszobor, melyet 1822-ben egy zelinai kézműves család, Trgovac család építtetett.[4]  Feltételezhető, hogy egy helyi szobrász vagy műhely munkája. A szobor egy négyzet alapzaton áll, amelyet kisebb méretű, szabálytalan kőtömbökből építettek. A szobor a zelinai régió egyik legrégebbi, közterületen álló szakrális szobra.
- Szentivánzelina keleti részén, az út mentén található Gegač-ház,[5] mely a 19. század első felében épült. Négyszögletes alaprajzú, és nyeregtetővel borított épület, melynek földszinti, kőből épített, vakolt része részben a földbe van süllyesztve, míg az emelet fából épült és vakolatlan. A ház földszintjén korábban a Gegač család cipészműhelye működött, az emelet pedig lakás funkcióját töltött be. A mennyezeti rész fagerendából áll, alul vakolva van. A településen ez az egyetlen megőrzött példája a hagyományos népi építésű, kombinált kézműves és lakossági célokra épített házaknak.
- Védett műemléképület a Radić testvérek utca 4. szám alatti, 1822-ben épített emeletes, szabálytalan téglalap alaprajzú lakóház,[6] a keleti oromzat oldalán széles fa verandával. Az emelet három, egymással összefüggő, utcára néző, síkmennyezetű szobából áll. Az alagsor, valamint a földszinti a konyha és a folyosó csehboltozatos. Eredeti ácsmunkák és a bútorok az akkori zelinai polgári életről tanúskodnak.
- Védett műemléképület a Matija Gubec utca 21. szám alatti lakóépület,[7] mely a település keleti részén utak kereszteződésében épült 1861 és 1888 között. Az épület kétszintes, az alsó gazdasági rész, a felső padig lakóépület. A terep meredek emelkedése miatt az alsó szinten az északi és a keleti oldalon a az épületet a földbe süllyesztették, így erről az oldalról az épület a földszintes benyomását kelti. Az építéshez felhasznált anyag a kő, a földszinti részen kisebb arányban, a felső szinten pedig nagyobb arányban téglával kiegészítve. A város egyik legrégibb épülete.